# Cory Doctorow

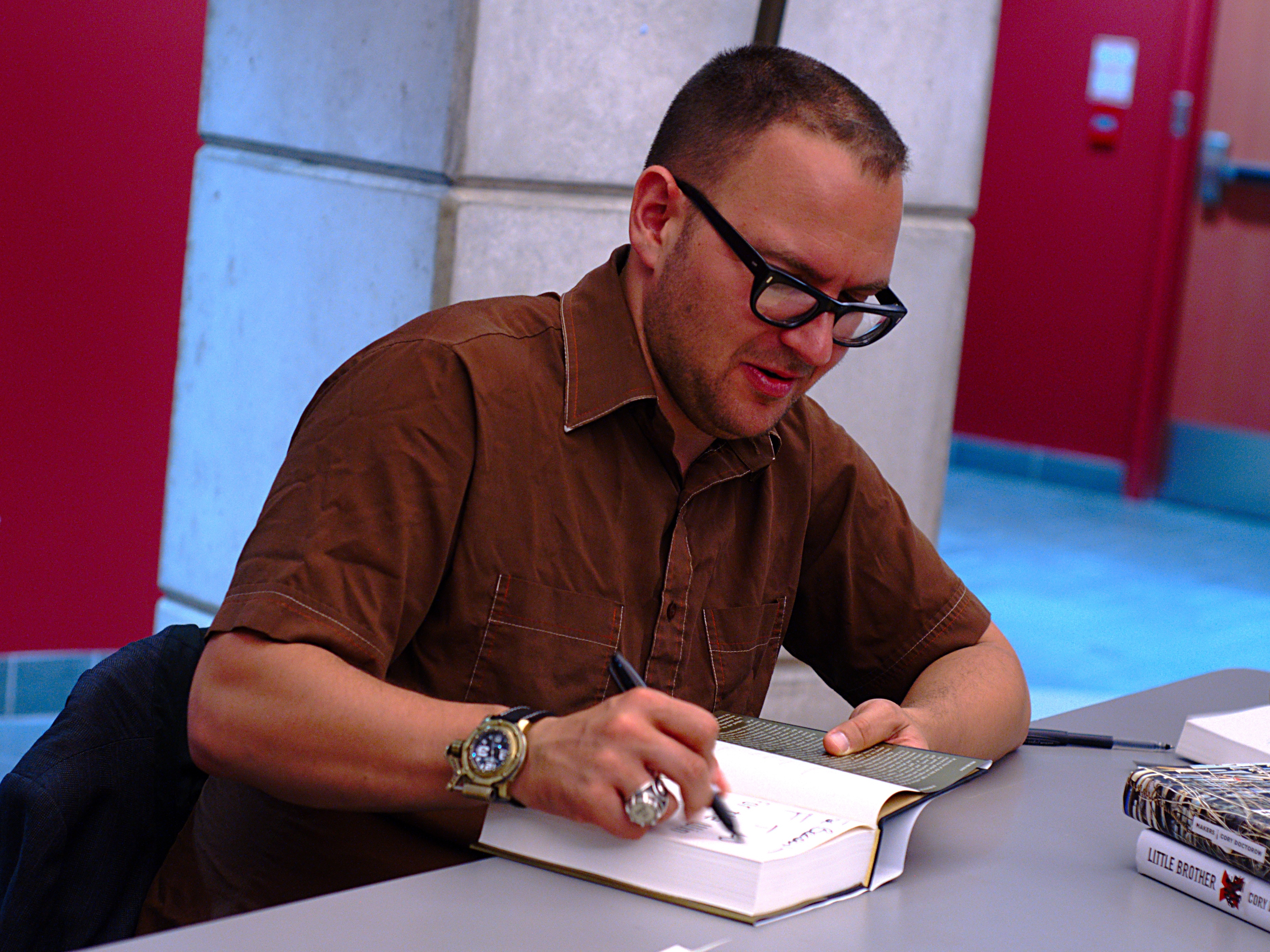
Cory Doctorow

Cory Efram Doctorow (n. 17 iulie 1971) este un blogger, jurnalist și autor științifico-fantastic canadian și are rolul de co-editor al weblog-ului „Boing Boing”. El este activist în favoarea liberalizării drepturilor de autor și un susținător al organizației „Creative Commons”, folosind unele din licențele lor pentru cărțile sale. Unele teme ale lucrarilor lui includ managementul drepturilor digitale, partajarea de fișiere și „post-deficitul” economic.